# Südamerikanische Baumstachler
Die Einteilung der Lebewesen in Systematiken ist kontinuierlicher Gegenstand der Forschung. So existieren neben- und nacheinander verschiedene systematische Klassifikationen. 
Das hier behandelte Taxon ist durch neue Forschungen obsolet geworden oder ist aus anderen Gründen nicht Teil der in der deutschsprachigen Wikipedia dargestellten Systematik.

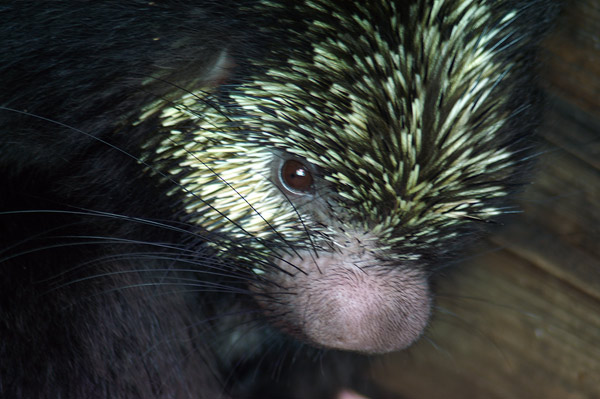
Mittelamerikanischer Baumstachler (Coendou mexicanus)

Als Südamerikanische Baumstachler (Sphiggurus) wurde eine in Mittel- und Südamerika lebende Nagetiergattung aus der Familie der Baumstachler (Erethizontidae) bezeichnet. Molekulargenetischen Untersuchungen aus dem Jahr 2013 zufolge bilden diese eine gemeinsame Gruppe mit den Greifstachlern (Coendou). Die Gattung Sphiggurus wurde daher aufgelöst und in die Gattung Coendou überführt.
Die Tiere erreichen eine Kopfrumpflänge von 28 bis 65 Zentimeter, wozu noch ein 18 bis 39 Zentimeter langer Schwanz kommt. Das Gewicht – soweit bekannt – beträgt 0,5 bis 1,3 Kilogramm. Wie alle Baumstachler sind diese Tiere durch das stachelige Fell charakterisiert. Ihr langes Fell ist an der Oberseite mit längeren Stacheln versehen und gelblich oder graubraun gefärbt. Die Unterseite ist deutlich weicher und gelbbraun oder dunkelbraun. Der kleine Kopf sitzt auf einem kurzen Hals und ist durch die breite Stupsnase gekennzeichnet. Die Füße und der lange Schwanz zeigen Anpassungen an die baumbewohnende Lebensweise dieser Tiere: die Zehen sind mit scharfen Krallen versehen, der Schwanz kann als Greifschwanz eingesetzt werden.
Das Verbreitungsgebiet der Südamerikanischen Baumstachler erstreckt sich vom östlichen Mexiko bis in das südöstliche Brasilien und nördliche Argentinien. Ihr Lebensraum sind vorrangig Wälder.
Diese Tiere halten sich vorwiegend hoch auf Bäumen auf. Sie sind langsame, aber sichere Kletterer, die ihren Schwanz zusammen mit ihren Gliedmaßen zum Vorwärtskommen einsetzen. Sie sind nachtaktiv und schlafen tagsüber in dichter Vegetation oder Baumhöhlen, einige Tiere wurden aber auch in Erdhöhlen am Boden gefunden. Das Sozialverhalten ist wenig erforscht. Beobachtungen an Tieren in Gefangenschaft zufolge reagieren die Männchen aggressiv aufeinander, leben aber friedlich neben zwei oder drei Weibchen. Die Nahrung dieser Tiere besteht aus Blättern, Stängeln, Früchten und Blüten, manchmal verzehren sie auch unterirdische Pflanzenteile wie Wurzeln. Über die Fortpflanzung ist wenig bekannt. Meist kommt ein einzelnes Jungtier zur Welt, wie bei vielen Meerschweinchenverwandten dürfte die Tragzeit verhältnismäßig lang und der Entwicklungsgrad der Neugeborenen sehr hoch sein.
Folgende Arten wurden zu den Südamerikanischen Baumstachlern gestellt:
- Gestreifter Baumstachler (Sphiggurus ichillus) wurde erst 2001 wissenschaftlich beschrieben. Die Art lebt im östlichen Ecuador und vielleicht auch in angrenzenden Regionen Perus.
- Wolliger Baumstachler (Sphiggurus insidiosus) ist im südöstlichen Brasilien beheimatet.
- Schwarzschwanz-Baumstachler (Sphiggurus melanurus) ist in weiten Teilen des nördlichen Südamerika verbreitet.
- Mittelamerikanische Baumstachler (Sphiggurus mexicanus) hat das nördlichste Verbreitungsgebiet aller Arten, er ist vom östlichen Mexiko bis Panama verbreitet.
- Punktrücken-Baumstachler (Sphiggurus pruinosus) ist nur von wenigen Exemplaren bekannt, die in Venezuela gefunden wurden.
- Roosmalen-Baumstachler (Sphiggurus roosmalenorum) wurde erst 2001 wissenschaftlich beschrieben. Die Art lebt entlang des Rio Madeira in Brasilien.
- Dichthaar-Baumstachler (Sphiggurus spinosus, einschließlich Sphiggurus villosus) hat das südlichste Verbreitungsgebiet. Die Art lebt im südöstlichen Brasilien, in Paraguay, Uruguay und dem nördlichen Argentinien.
- Brauner Baumstachler (Sphiggurus vestitus) lebt in Kolumbien und Venezuela. Die IUCN listet die Art als gefährdet.